# Електрогорськ (станція)
Електрогорськ (рос. Электрогорск) — залізнична станція Горьківського напрямку Московської залізниці в однойменному місті Московська область, Росія. Кінцева станція відгалуження Павловський Посад — Електрогорськ. За основним характером роботи є тупиковою, за обсягом роботи віднесена до 4 класу. Входить до складу Московсько-Курського центру організації роботи залізничних станцій ДЦС-1 Московської дирекції управління рухом.